# 메르세데스-벤츠 M30 엔진
메르세데스-M23 엔진(영어: Mercedes-Benz M23 engine)은 메르세데스-벤츠에서 1934년부터 1939년까지 생산했던 자연 흡기 1.5리터 4기통 직렬 가솔린 엔진이다.

## 탑재 차량
- 메르세데스-벤츠 150 (W30)